# Тит Вибий Вар (консул-суффект 115 года)
Тит Ви́бий Вар (лат. Titus Vibius Varus) — римский политический деятель первой половины II века.
Происходил из рода Вибиев. Его отцом был претор Луций Вибий Вар. В 115 году Вар занимал должность консула-суффекта. После этого он находился на посту проконсула провинции Крит и Киренаика. Его сыном был консул 134 года Тит Вибий Вар. Больше о нём нет никаких сведений.